# Kościół św. Michała w Fuldzie
Kościół św. Michała – kościół w Fuldzie w Niemczech, w kraju związkowym Hesja. Zbudowany na początku IX w., wielokrotnie przebudowywany, stanowił kaplicę cmentarną potężnego klasztoru benedyktyńskiego w Fuldzie.

## Historia
Kościół św. Michała zbudowano w klasztorze w Fuldzie jako kaplicę na cmentarzu klasztornym na początku IX w., w czasach opata Eigila z Fuldy (ok. 822). Wzniesiono go na okrągłym planie centralnym (w formie rotundy), z wieńcem ośmiu kolumn i apsydą od wschodu. Nad częścią centralną umieszczono kopułę, a wokół empory. Pod posadzką zbudowano zachowaną w oryginalnej formie do dzisiaj kryptę wspartą na centralnej, przysadzistej kolumnie z jońskim kapitelem (prawdopodobnie użytym tutaj wtórnie, pochodzącym z VIII w.). Krypta otrzymała obejście sklepione kolebkowo. Często wskazywano, że konstrukcja kościoło ideowo nawiązywała do kościoła Grobu Świętego w Jerozolimie.
Tutaj pochowano opata Eigila. W X w. górna część budynku została zniszczona, w XI w. odbudowano go w podobnej formie, wykorzystując pozostałości dawnej konstrukcji. W końcu tego stulecia kościół rozbudowano w formę przypominającą bazylikę: do kaplicy dobudowano nawę z wieżą oraz boczne ramiona przypominające transept na osi północ–południe. Podniesiono także o jedną kondygnację dawną kaplicę. Po rozbudowie kościół poświęcono w 1092. Zachowały się też ślady fresków z tego okresu. Na początku XIV w. podwyższono wieżę i nawę.
W 1803 klasztor zlikwidowano. Kościół nadal jest użytkowany w celach sakralnych.

## Galeria

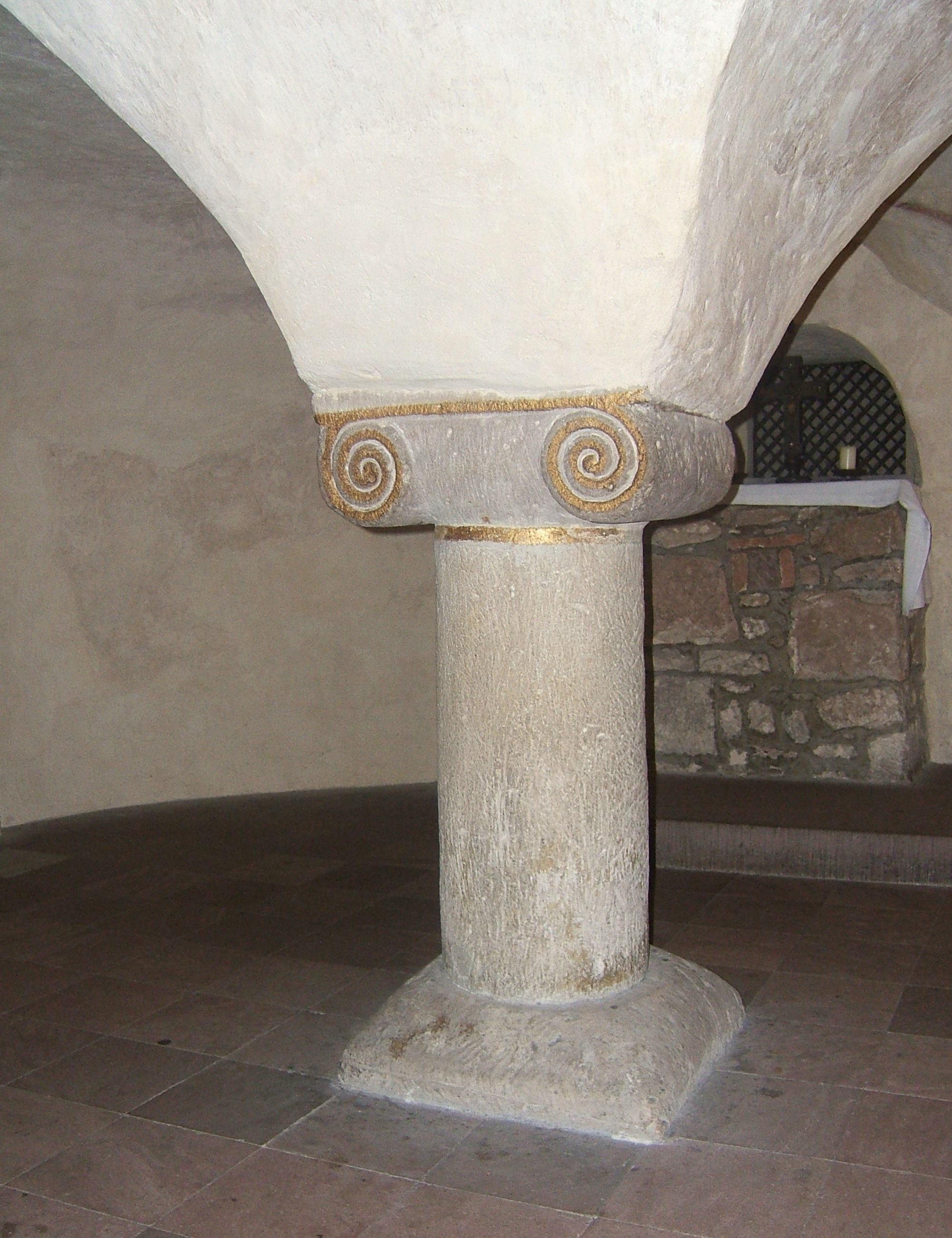
Wnętrze krypty (centralna kolumna)
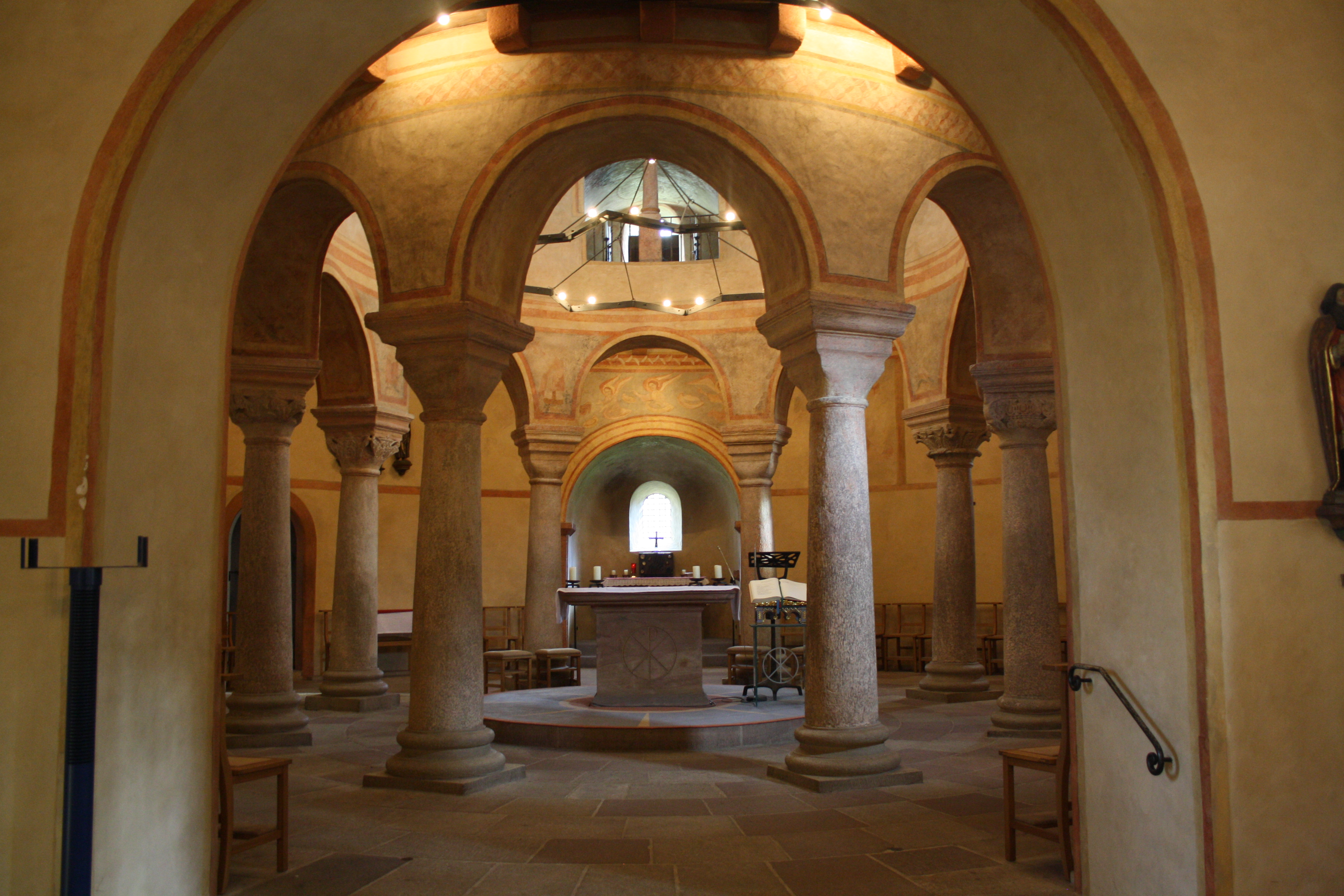
Centralna część kościoła (widok z nawy w kierunku wschodnim)
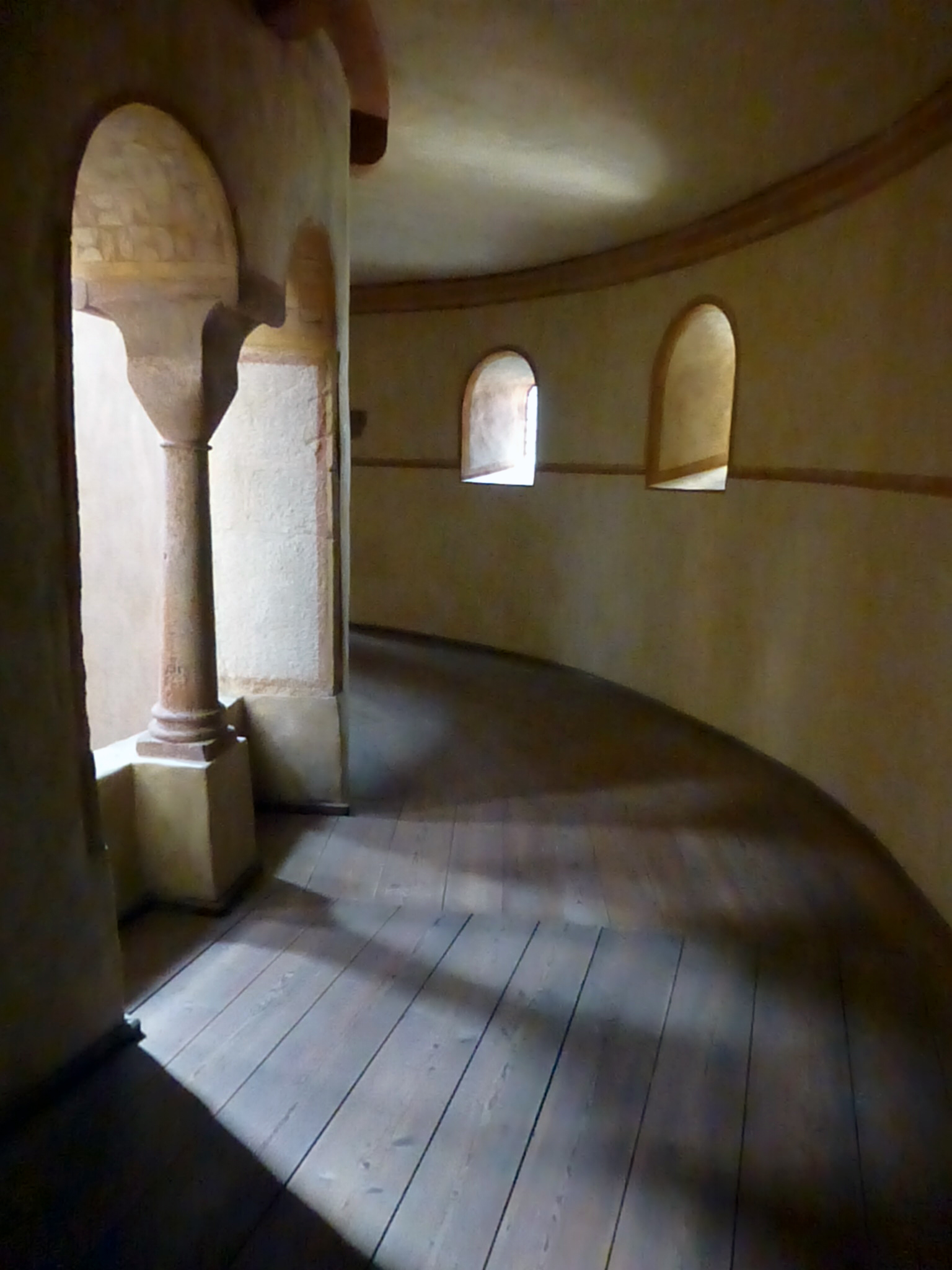
Empora